# ニール・コドリング
ニール・コドリング（Neil Codling、1973年12月5日 - ）は、イギリス出身のミュージシャン。ロックバンド、スウェードのキーボーディスト、ギタリスト。

## 来歴
ウォリックシャーストラトフォード＝アポン＝エイヴォンで育ち、ハル大学で英語と演劇を学んだ。
1995年秋、スウェードの3枚目のアルバム『カミング・アップ』のレコーディング中に同バンドに加入した。しかし、2001年3月23日に慢性疲労症候群という難病により同バンドから脱退。
2010年にスウェードの再結成により、バンドに再加入。
同じくスウェードのサイモン・ギルバートとは従兄弟にあたる。